# Tetrablemma
Tetrablemma is een geslacht van spinnen uit de  familie van de Tetrablemmidae.

## Soorten
- Tetrablemma alterum Roewer, 1963
- Tetrablemma benoiti (Brignoli, 1978)
- Tetrablemma brevidens Tong & Li, 2008
- Tetrablemma brignolii Lehtinen, 1981
- Tetrablemma deccanense (Tikader, 1976)
- Tetrablemma extorre Shear, 1978
- Tetrablemma helenense Benoit, 1977
- Tetrablemma loebli Bourne, 1980
- Tetrablemma magister Burger, 2008
- Tetrablemma manggarai Lehtinen, 1981
- Tetrablemma marawula Lehtinen, 1981
- Tetrablemma mardionoi Lehtinen, 1981
- Tetrablemma medioculatum O. P.-Cambridge, 1873
  - Tetrablemma medioculatum cochinense Lehtinen, 1981
  - Tetrablemma medioculatum gangeticum Lehtinen, 1981
- Tetrablemma okei Butler, 1932
- Tetrablemma phulchoki Lehtinen, 1981
- Tetrablemma rhinoceros (Brignoli, 1974)
- Tetrablemma samoense Marples, 1964
- Tetrablemma thamin Labarque & Grismado, 2009
- Tetrablemma viduum (Brignoli, 1974)
- Tetrablemma vietnamense Lehtinen, 1981